# Paul Sorvino

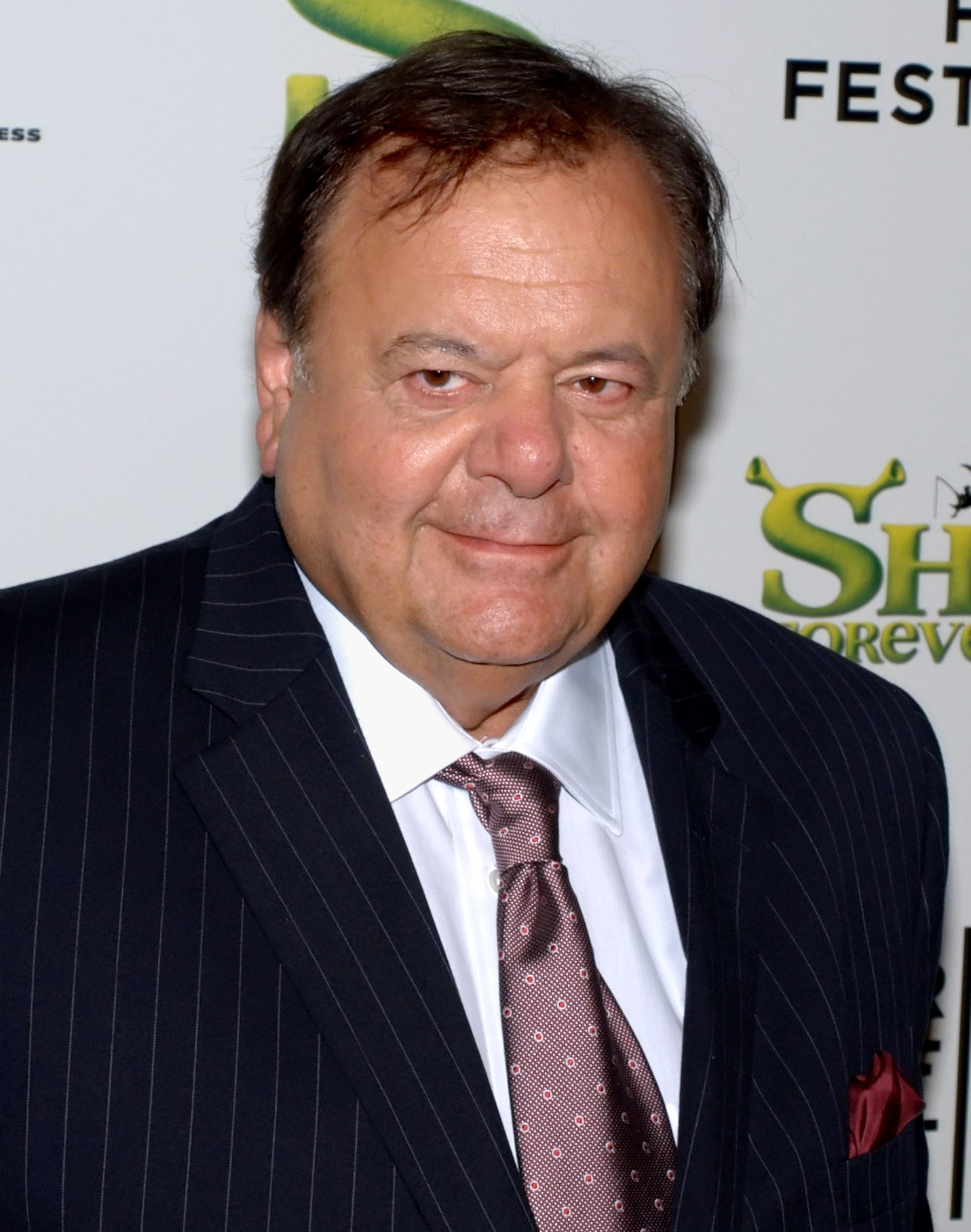
Paul Sorvino (2010)

Paul Anthony Sorvino (* 13. April 1939 in New York City, New York; † 25. Juli 2022 in Jacksonville, Florida) war ein US-amerikanischer Schauspieler in Film, Fernsehen und Theater.

## Leben
Sorvino wurde 1939 in Brooklyn geboren und wuchs auch dort auf. Er studierte an der American Musical and Dramatic Academy in New York und debütierte 1964 im Musical Bajour. Seine erste Filmrolle spielte er 1970 im Film Wo is’ Papa?. 1973 wurde er für seine Rolle im Theaterstück That Championship Season für den Tony Award nominiert.
1976 erhielt Sorvino neben Karl Malden und Michael Douglas die führende Nebenrolle in der Folge Superstar der Serie Die Straßen von San Francisco, in der er den aufbrausenden New Yorker Polizei-Sergeant Bert D’Angelo spielte, der die Spur eines Verbrechers bis nach San Francisco verfolgt hatte. Das im folgenden Jahr ausgestrahlte Spin-off Superstar war ein Flop und wurde nach nur einer Staffel wieder eingestellt.
Sorvino spielte im Film Cruising (1980) neben Al Pacino und Karen Allen. 1990 übernahm er eine seiner bekanntesten Rollen, die des hochrangigen Mafiamitgliedes Paul Cicero (basierend auf Paul Vario) in Martin Scorseses Filmklassiker GoodFellas – Drei Jahrzehnte in der Mafia. Nach dieser Rolle wurde Sorvino später immer wieder als Mafiagangster eingesetzt, so in Rocketeer, Die Firma oder Bulletproof Gangster.
Weitere wichtige Rollen übernahm er im Film Nixon (1995) neben Anthony Hopkins und im Film American Perfect (1997) neben Amanda Plummer. Er trat ebenfalls in einigen Fernsehserien wie We’ll Get By, Bert D’Angelo/Superstar und Law & Order auf. Sein Schaffen für Film und Fernsehen umfasst mehr als 160 Produktionen.
Mit seiner ersten Ehefrau Lorraine Davis, mit der er von 1966 bis 1988 verheiratet war, hat er drei gemeinsame Kinder, die Schauspielerin und Oscarpreisträgerin Mira Sorvino (* 1967), die Schauspielerin Amanda Sorvino (* 1971) und den Schauspieler Michael Sorvino (* 1977). Von 1991 bis 1996 war er mit Vanessa Arico verheiratet. Im Dezember 2014 heiratete er die Schauspielerin Dee Dee Sorvino. 
Paul Sorvino starb im Juli 2022 im Alter von 83 Jahren in Florida.

## Filmografie (Auswahl)
- 1970: Wo is’ Papa? (Where’s Poppa?)
- 1973: Mann, bist du Klasse! (A Touch of Class)
- 1974: Spieler ohne Skrupel (The Gambler)
- 1975: Angel and Big Joe
- 1976: Ich will, ich will… vielleicht? (I Will, I Will… for Now)
- 1976: Die Straßen von San Francisco (Episode „Der Superstar“)
- 1976: Superstar (Fernsehserie, 1 Staffel)
- 1977: Oh Gott … (Oh God!)
- 1978: Das große Dings bei Brinks (The Brink’s Job)
- 1978: Heißes Blut (Bloodbrothers)
- 1980: Cruising
- 1981: Reds
- 1982: Champions (That Championship Season)
- 1983: Off the Wall
- 1983: Die Polizei-Chiefs von Delano (Chiefs) (TV-Miniserie)
- 1985: … und fanden keinen Ausweg mehr (Surviving: A Family in Crisis) (Fernsehfilm)
- 1986: Das Model und der Schnüffler (Moonlighting, Fernsehserie, Staffel 3, Folge 1)
- 1989: Mord ist ihr Hobby (Murder, She Wrote, Fernsehserie, Folge 5x20)
- 1990: GoodFellas – Drei Jahrzehnte in der Mafia (Goodfellas)
- 1991: Rocketeer (The Rocketeer)
- 1991–1992: Law & Order (31 Folgen)
- 1993: Die Firma (The Firm)
- 1993: Caruso und die mörderischen Models (A Perry Mason Mystery: The Case of the Wicked Wives) (Fernsehfilm)
- 1994: Raumschiff Enterprise – Das nächste Jahrhundert (Nikolai Sergeyevich Rozhenko, Episode "Homeward", 7x13)
- 1994: Backstreet Justice – Knallhart und unbestechlich (Backstreet Justice)
- 1995: Nixon
- 1996: Liebe und andere … (Love Is All There Is)
- 1996: William Shakespeares Romeo + Julia (William Shakespeare’s Romeo + Juliet)
- 1997: American Perfect (American Perfekt)
- 1997: America’s Most Wanted (Most Wanted)
- 1997: Money Talks – Geld stinkt nicht (Money Talks)
- 1998: Bulworth
- 1999: Destiny – Einmal ganz oben stehen (Harlem Aria)
- 2000: Cheaters
- 2000–2002: That’s Life (Fernsehserie, 35 Folgen)
- 2001: Plan B
- 2001: Spot – Ein Hund auf Abwegen
- 2002: Hey Arnold! The Movie
- 2003: The Cooler – Alles auf Liebe (The Cooler)
- 2003: Mambo Italiano
- 2004: Still Standing (Fernsehserie)
- 2008: Repo! The Genetic Opera
- 2008: Last Hour – Countdown zur Hölle (Last Hour)
- 2009: Das Geheimnis des wilden Mustangs (The Wild Stallion)
- 2009: Doc West – Nobody ist zurück (Doc West) (Fernsehfilm)
- 2009: Doc West – Nobody schlägt zurück (Triggerman) (Fernsehfilm)
- 2009: Santa Baby 2 (Santa Baby 2: Christmas Maybe) (Fernsehfilm)
- 2011: Bulletproof Gangster (Kill the Irishman)
- 2013: Home Invasion – Dieses Haus gehört mir (Foreclosed)
- 2015: Careful What You Wish For
- 2016: Regeln spielen keine Rolle (Rules Don’t Apply)
- 2016: Alleluia! The Devil’s Carnival
- 2017: Criminal Minds: Beyond Borders (Fernsehserie, 1 Folge)
- 2017: Bad Blood (Fernsehserie, 6 Folgen)
- 2019–2021: Godfather of Harlem (Fernsehserie, 11 Folgen)
- 2021: The Birthday Cake